# Verdienter Mitarbeiter der Planungsorgane der Deutschen Demokratischen Republik
Verdienter Mitarbeiter der Planungsorgane der Deutschen Demokratischen Republik war eine staatliche Auszeichnung der Deutschen Demokratischen Republik (DDR), welche in Form eines Ehrentitels mit Urkunde und einer tragbaren Medaille verliehen wurde. 

## Beschreibung
Die Stiftung dieses Ehrentitels erfolgte am 30. November 1978. Er konnte verliehen werden für hervorragende Leistungen bei der Ausarbeitung und Durchführung der Volkswirtschaftspläne und ferner für besondere Verdienste und langjährige beispielgebende Arbeit in der staatlichen Planung. Die Medaille konnte nur an Einzelpersonen verliehen werden, eine Doppelverleihung war ausgeschlossen. Zum Ehrentitel gehörten eine Medaille nebst einer Prämie von 5000 Mark. Die Verleihung des Ehrentitels erfolgte durch den Vorsitzenden der Staatlichen Plankommission, die alljährlich am ersten Sonnabend im März stattfand. 

## Medaille zum Ehrentitel
Die vergoldete Medaille mit einem Durchmessern von 35 mm zeigt auf ihrem Avers mittig das Staatswappen der DDR umschlossen von der Umschrift: VERDIENTER MITARBEITER (oben) DER PLANUNGSORGANE DER DDR (unten). Das Revers der Medaille zeigte dagegen die vierzeilige Inschrift:  SOZIALISTISCHE / PLANUNG / ZUM WOHLE DES / VOLKES. Getragen wurden die Medaille an der linken oberen Brustseite an einer 32 × 13 mm breiten goldfarben bezogenen Spange, deren Saum Schwarz-Rot war. Die Interimsspange war von gleicher Beschaffenheit und zeigte zusätzlich die 10 mm große goldene aufgesetzte Miniatur des Staatswappens der DDR.